# Kinh tế học vĩ mô cổ điển mới
Kinh tế học vĩ mô cổ điển mới (tiếng Anh: new classical macroeconomics) là bộ phận kinh tế học vĩ mô dựa trên kinh tế học tân cổ điển, hình thành từ thập niên 1970. Phái này xây dựng hệ thống học thuyết kinh tế học vĩ mô của mình từ nền tảng của kinh tế học vi mô, giả định là thị trường hoàn hảo dù là trong ngắn hạn hay dài hạn và cá nhân (khu vực tư nhân) có đầy đủ thông tin khi ra quyết định. Phái này chủ trương việc thiết kế các chính sách kinh tế vĩ mô phải nhằm mục đích tối đa hóa thỏa dụng của cá nhân. Những đóng góp quan trọng nhất của phái này vào kinh tế học vĩ mô gồm giả thuyết dự tính duy lý, tính không nhất quán theo thời gian, hàm cung Lucas, lý thuyết chu kỳ kinh doanh thực.

## Bối cảnh hình thành
Giữa thập niên 1930, kinh tế học vĩ mô được hình thành với những đóng góp cách mạng của Keynes. Kinh tế học vĩ mô Keynes và tiếp theo là kinh tế học vĩ mô tổng hợp nhấn mạnh những điểm không hoàn hảo của thị trường (tiền công cứng nhắc, bẫy thanh khoản, v.v...), coi đó là lý do để nhà nước tích cực sử dụng các chính sách ổn định kinh tế vĩ mô. Có thể nói, trong thời kỳ từ thập niên 1930 đến thập niên 1960, kinh tế học vĩ mô về cơ bản là các lý luận của hai phái nói trên. Tuy nhiên, từ thập niên 1970, nhiều hiện tượng kinh tế như đình lạm, thâm hụt kép, v.v... đã không được hai phái giải đáp ổn thỏa. Kinh tế học vĩ mô cổ điển mới xuất hiện và phản đối kinh tế học Keynes cũng như kinh tế học vĩ mô tổng hợp, phê phán lý luận của hai phái này là không có nền tảng kinh tế học vi mô và sử dụng giả thuyết dự tính hợp lý để bác bỏ các lý luận của hai phái này.

## Cơ sở lý thuyết
Kinh tế học tân cổ điển dựa trên các Giả thuyết Walrase. Các bên tham gia được giả sử là cố gắng tối đa hóa ích lợi (utility) dựa trên cơ sở kỳ vọng hợp lý. Bất cứ lúc nào, nền kinh tế được giả sử có một cân bằng (duy nhất), tại đó mọi người đều có việc (full employment) hoặc tại đó GDP đạt mức tiềm năng (sử dụng hết khả năng) thông qua các điều chỉnh về giá và lương (giá và lương sẽ lên xuống sao cho sản phẩm tiêu thụ hết và người lao động có việc hết). Tóm lại, thị trường là cân bằng (cung bằng cầu).
Tiên phong sử dụng các mô hình kinh tế đại diện (mô hình sử dụng một cá nhân hoặc một công ty làm đại điện cho toàn thể, các cá nhân hoặc công ty khác giống hệt). Các mô hình này gần đây bị phê phán nặng nề, bị chỉ ra rằng có sự khác biệt giữa ứng xử trong kinh tế vi mô và trong kinh tế vĩ mô (Theo Kirman (1992)), và nền kinh tế vĩ mô không thể là phép cộng đơn giản của các cá nhân hay công ty giống hệt nhau. Theo cách nào đó, các phê phán này thuộc về Tranh cãi vốn Cambridge.
Kỳ vọng hợp lý lúc đầu được đưa ra bởi John Muth, sau đó được phổ biến bởi Robert Emerson Lucas. Một trong các mô hình nổi tiếng của Kinh tế học tân cổ điển là Mô hình chu kỳ kinh doanh thực, phát triển bởi Edward C. Prescott and Finn E. Kydland.

## Các đại biểu
Các nhà kinh tế tiêu biểu của trường phái này gồm Robert Emerson Lucas, John F. Muth, Finn E. Kydland, Edward C. Prescott, Neil Wallace, Thomas J. Sargent.

## Giả thuyết Dự tính duy lý
Xem bài chính về Kỳ vọng hợp lý
Kinh tế học vĩ mô cổ điển mới giả định rằng: những cá nhân kinh tế điển hình sẽ không ngây thơ dựa vào kinh nghiệm quá khứ để dự tính (dự tính mang tính chấp nhận); họ có đầy đủ thông tin về mô hình kinh tế xung quanh mình, và sử dụng tất cả những thông tin có được đó để dự tính (dự tính có suy nghĩ --> dự tính duy lý). Khi đó, các nhà sản xuất, nói chung, sẽ đặt ra mức giá và mức tiền công đảm bảo được cân bằng trên thị trường hàng hóa và  thị trường lao động. Nhờ thế, nói chung, sẽ không có thất nghiệp. Giả dụ có mất cân bằng đi nữa, thì đó cũng chỉ là hiện tượng nhất thời và là hậu quả của những cú sốc kinh tế ngẫu nhiên và không dự đoán được. Nhà nước không cần thiết phải thực hiện các biện pháp ổn định kinh tế.

## Hàm cung Lucas
Xem bài chính về Hàm cung Lucas
Hàm cung Lucas, mang tên Lucas- một trong những trụ cột của kinh tế học tân cổ điển mới, thể hiện sản lượng là hàm số của những cú sốc giá cả. Vật giá gia tăng ngoài dự kiến có thể khiến người lao động và nhà sản xuất tưởng lầm là giá cả tương đối tăng nên quyết định điều chỉnh lượng cung lao động và lượng cung hàng hóa. Kết cục là sản lượng thay đổi. Như vậy, sản lượng biến động là do những cú sốc giá cả; nhà nước chẳng thể làm được gì để ổn định sản lượng và phải thận trọng khi sử dụng chính sách tiền tệ.

## Lý thuyết Chu kỳ kinh doanh thực
Xem bài chính về Chu kỳ kinh doanh thực
Kinh tế học vĩ mô cổ điển mới giải thích rằng trong điều kiện giá cả và tiền công hoàn toàn linh hoạt, đồng thời dự tính của mọi người là duy lý một cách hoàn hảo, thì vẫn có những biến động chu kỳ kinh doanh mà nguyên nhân là những cú sốc công nghệ và những cú sốc khác. Nếu không có những cú sốc này, thì dù tổng cầu biến động thế nào đi nữa, sản lượng cũng không thay đổi.

## Tính không nhất quán theo thời gian
Xem bài chính về Tính không nhất quán theo thời gian
Kinh tế học vĩ mô cổ điển mới còn giả định rằng sở thích của con người thường xuyên thay đổi chứ không nhất quán theo thời gian. Nhà nước cũng vậy, và do đó chính sách kinh tế dài hạn tối ưu của nhà nước cũng thay đổi theo thời gian. Khi đó, dự tính duy lý của nhân dân trở nên nhất thời thiếu chính xác, gây ra những biến động kinh tế. Vì thế, thay vì áp dụng các chính sách tùy biến, nhà nước hãy áp dụng các chính sách theo quy luật.

## Định lý Đẳng giá Baro-Ricardo
Xem bài chính về Cân bằng Ricardo
Nhà nước thực hiện các chương trình kích cầu bằng cách tăng chi tiêu chính phủ. Nhưng để có nguồn tài chính cho các khoản chi tiêu đó, nhà nước lại phát hành công trái và trái phiếu. Tuy nhiên kinh tế học vĩ mô cổ điển mới khẳng định: người ta, với dự tính duy lý, sẽ hiểu rằng hôm nay nhà nước đi vay thì tương lai nhà nước sẽ tăng thuế để có tiền trả nợ, nên sẽ giảm tiêu dùng và tăng tiết kiệm hôm nay để tương lai có tiền nộp thuế. Như thế, tuy nhà nước tăng tiêu dùng của mình, nhưng lại làm giảm tiêu dùng cá nhân, nên hiệu quả của chính sách kích cầu sẽ không cao như nhà nước mong đợi.